# Mighty Doom
Mighty Doom (укр. Могутній Жах; стилізовано як Mighty DOOM) — мобільна казуальна відеогра 2023 року в жанрі shoot'em up, розроблена та випущена для iOS та Android компанією Bethesda Softworks. Mighty Doom розповсюджується безкоштовно, за системою free-to-play, а також має внутрішньоігрові покупки за реальні гроші. Гра є частиною серії ігор Doom. Розробники анонсували проєкт 21 лютого, а сам вихід гри у Google Play та App Store відбувся 21 березня 2023 року.

## Розробка
У Новій Зеландії м'який запуск гри відбувся ще у 2021 році, що дало змогу розробникам з Alpha Dog Games відчути, які налаштування та покращення можуть знадобитися перед повноцінним глобальним релізом. 21 лютого компанія Bethesda Softworks випустила офіційний трейлер гри, таким чином і відбувся її анонс.